# Gestratz
Gestratz – miejscowość i gmina w południowych Niemczech, w kraju związkowym Bawaria, w rejencji Szwabia, w regionie Allgäu, w powiecie Lindau (Bodensee), wchodzi w skład wspólnoty administracyjnej Argental.

## Położenie
Leży w Allgäu (Westallgäu), nad rzeką Obere Argen. Graniczy na północy z Badenią-Wirtembergią.

## Demografia
| Rok  | Ludność |
| ---- | ------- |
| 1970 | 1 043   |
| 1987 | 1 028   |
| 2000 | 1 160   |

## Polityka
Od 2002 wójtem jest Johannes Buhmann, jego poprzednikiem był Josef Kimpfler.

### Rada gminy
|      | Freie Wählerschaft | Razem |
| 2008 | 12                 | 12    |

## Zabytki i atrakcje

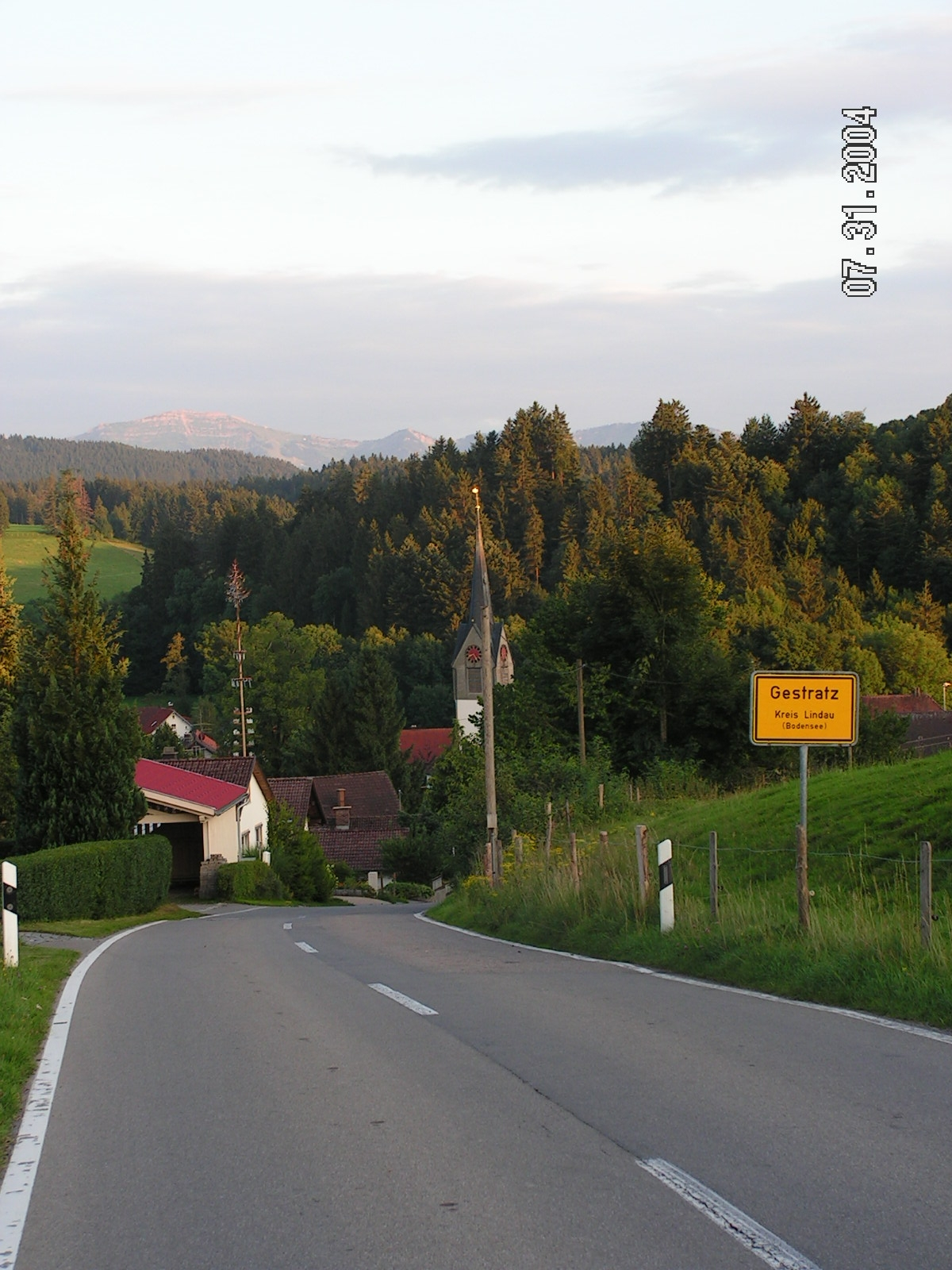
Widok na Gestratz z ulicy An der Reuthe

- Kościół pw. św. Gawła (St. Gallus) z 1440 roku z freskami
- urząd gminy
- szkoła
- przedszkole
- gminna sala okolicznościowa Argenhalle
- straż pożarna (w budynku Argenhalle)
- wytwórnia serów
- plac sportowy